# Slobojanske (raïon de Tchouhouïv)
Slobojanske (ukrainien : Слобожанське) est une commune urbaine de l'oblast de Kharkiv, en Ukraine. Elle dépend administrativement du raïon de Tchouhouïv, et compte 13 862 habitants en 2021.

## Géographie
La commune se situe juste au nord du lac Liman, qui lui-même est juste au nord de la rivière Donets, dans le bassin hydrographique du fleuve Don. La commune se trouve à environ 48 km au sud-est de la ville de Kharkiv. Elle est limitrophe à l'est de la commune urbaine de Andriïvka, et fait quasiment face, sur l'autre rive du Donets, à la commune urbaine de Donets.

## Économie

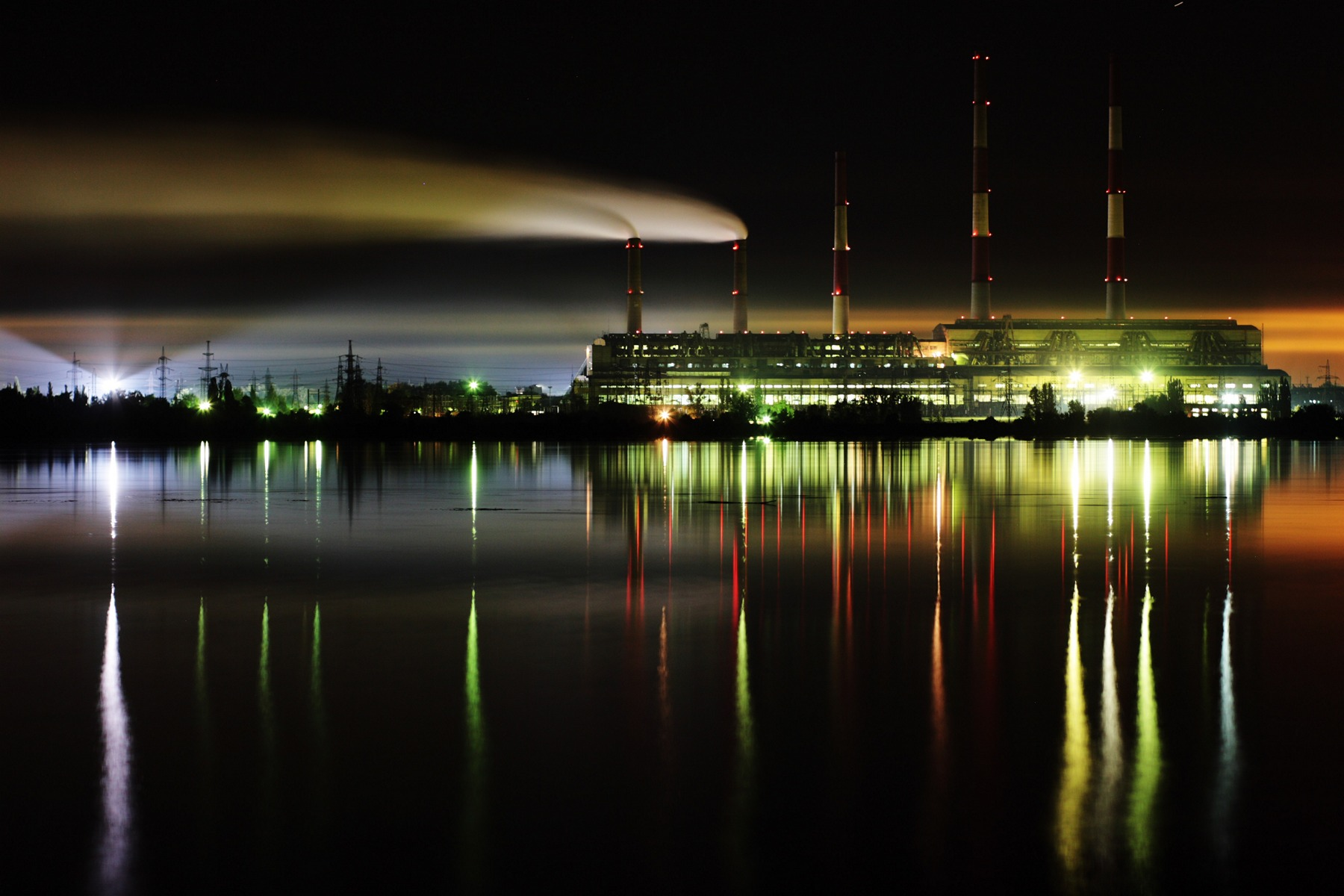
La centrale thermique de Zmievska.

La commune se situe juste au nord de la Centrale thermique de Zmievska, elle-même proche du lac Liman, qui jouxte la rivière Donets au nord.